# 斯莫蘭 (堪薩斯州)
斯莫蘭（英語：Smolan）是一個位於美國堪薩斯州薩林縣的城市。

## 地方資料
根據2020年美國人口普查的數據，斯莫蘭的面積為0.29平方千米，當中陸地面積為0.29平方千米，而水域面積為0.00平方千米。當地共有人口162人，而人口密度為每平方千米558.62人。